# Townsend Coleman

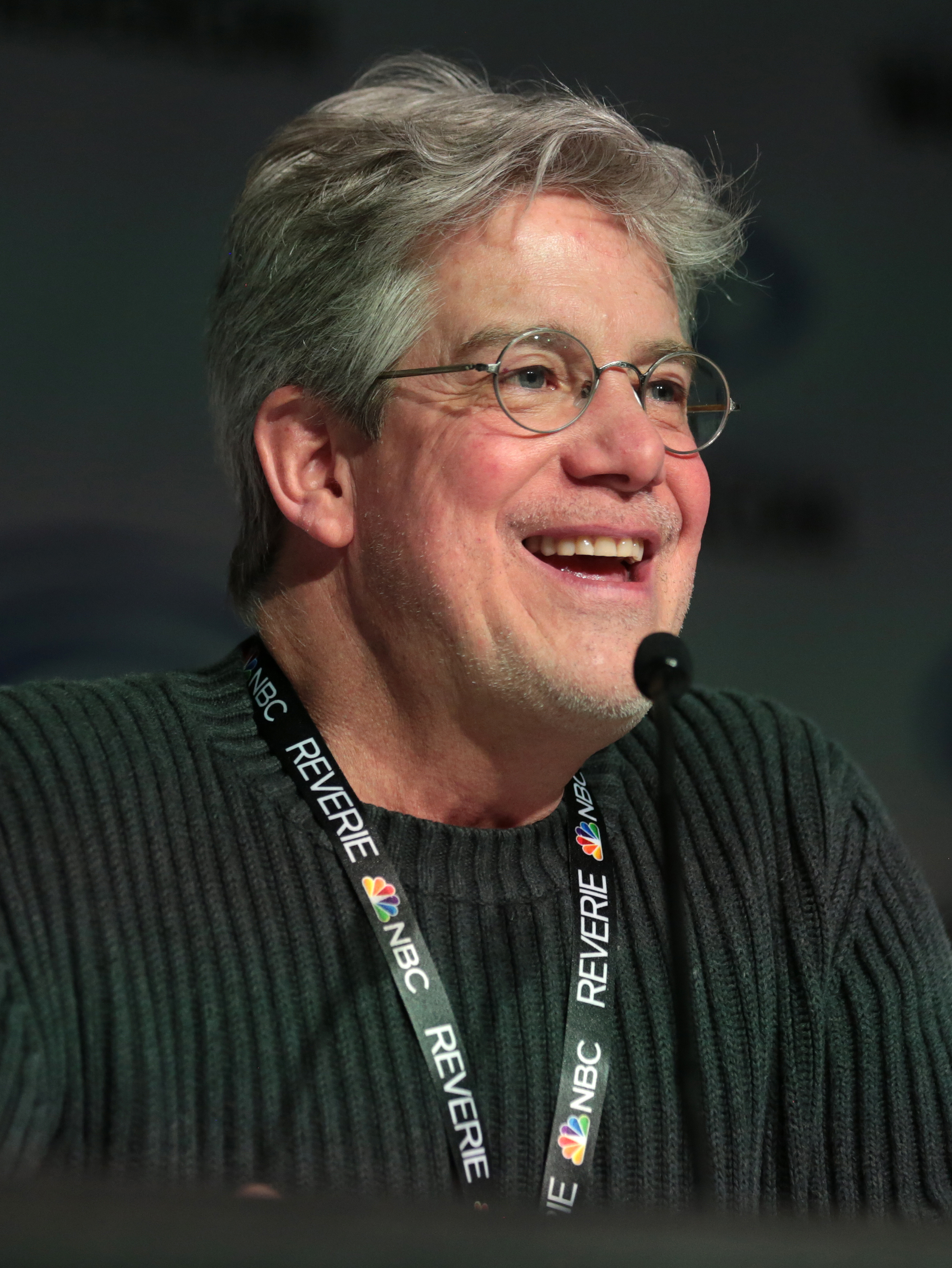
Em Anaheim, Califórnia, na WonderCon 2018

Townsend Putnam Coleman III (Nova Iorque, 28 de Maio de 1954) é um dublador estadunidense.

## Carreira
De 1983 a 1986, Townsend Coleman deu voz ao Corporal Capeman na série de animação Inspector Gadget (1983-1986).
De 1986 a 1987, Townsend Coleman deu voz ao Scott Howard na série de animação Teen Wolf (1986-1987).
De 1987 a 1996, Townsend Coleman deu voz ao Michelangelo na série de animação As Tartarugas Ninja (Teenage Mutant Ninja Turtles) (1987-1996).
De 1994 a 1996, Townsend Coleman deu voz ao Tick na série de animação The Tick (1994-1996).